# The '?' Motorist
The '?' Motorist je britský němý film z roku 1906. Režisérem je Walter R. Booth (1869–1938). Film trvá zhruba 3 minuty.

## Děj
Film zachycuje strážníka, jak se snaží chytit automobil, který mu ujede na oběžnou dráhu. Když se automobil vrátí, změní se ve vůz poháněný koněm.